# Уильямс, Брэндон (баскетболист, 1999)
Брэндон Уильямс (англ. Brandon Williams; род. 22 ноября 1999, Энсино, Калифорния) — американский баскетболист, играет на позиции разыгрывающего защитника. Выступает за клуб НБА «Даллас Маверикс».

## Профессиональная карьера

### Портленд Трэйл Блэйзерс / Уэстчестер Никс (2021)
После того, как Уильямс не был выбран на драфте НБА 2021 года, он присоединился к «Уэстчестер Никс» из Джи-Лиги НБА в октябре 2021 года. Он набирал в среднем 17,7 очков, 4 подбора и 4,7 передач за игру в 10 играх.
26 декабря 2021 года клуб НБА «Портленд Трэйл Блэйзерс» подписали с Уильямсом десятидневный контракт, чтобы заполнить состав после того, как лишились нескольких игроков из-за протоколов безопасности в связи с COVID-19.
5 января 2022 года Уильямс вернулся в «Уэстчестер Никс». 22 января он набрал рекордные в карьере 35 очков и сделал восемь результативных передач в проигранной со счётом 142–117 игре против «Мэн Селтикс».
22 февраля 2022 года Уильямс подписал двусторонний контракт с «Портленд Трэйл Блэйзерс». Он был отчислен 7 октября.

### Колледж-Парк Скайхокс (2022–2023)
4 ноября 2022 года Уильямс был включен в состав на первый матч «Колледж-Парк Скайхокс».

### Осеола Мэджик (2023)
12 сентября 2023 года Уильямс подписал контракт с «Орландо Мэджик», но был отчислен 21 октября. 2 ноября он присоединился к фарм-клубу «Осеола Мэджик».

### Даллас Маверикс (2023–настоящее время)
28 декабря 2023 года Уильямс подписал двусторонний контракт с «Даллас Маверикс». «Маверикс» вышли в финал НБА 2024 года, где проиграли «Бостон Селтикс» в пяти играх, однако Уильямс в плей-офф не выходил на площадку. 12 июля 2024 года он был переподписан на двусторонний контракт.
7 марта 2025 года Уильямс набрал 31 очко в матче с «Мемфис Гриззлис». 8 апреля он подписал новый многолетний контракт с «Маверикс».

## Статистика

### Статистика в НБА
| Сезон                                                                                    | Команда  | Регулярный сезон | Регулярный сезон | Регулярный сезон | Регулярный сезон | Регулярный сезон | Регулярный сезон | Регулярный сезон | Регулярный сезон | Регулярный сезон | Регулярный сезон | Регулярный сезон | Серия плей-офф | Серия плей-офф | Серия плей-офф | Серия плей-офф | Серия плей-офф | Серия плей-офф | Серия плей-офф | Серия плей-офф | Серия плей-офф | Серия плей-офф | Серия плей-офф |
| Сезон                                                                                    | Команда  | GP               | GS               | MPG              | FG%              | 3P%              | FT%              | RPG              | APG              | SPG              | BPG              | PPG              | GP             | GS             | MPG            | FG%            | 3P%            | FT%            | RPG            | APG            | SPG            | BPG            | PPG            |
| ---------------------------------------------------------------------------------------- | -------- | ---------------- | ---------------- | ---------------- | ---------------- | ---------------- | ---------------- | ---------------- | ---------------- | ---------------- | ---------------- | ---------------- | -------------- | -------------- | -------------- | -------------- | -------------- | -------------- | -------------- | -------------- | -------------- | -------------- | -------------- |
| 2021/22                                                                                  | Портленд | 24               | 16               | 26,7             | 37,2             | 29,2             | 70,1             | 3,1              | 3,9              | 1,0              | 0,4              | 12,9             | Не участвовал  | Не участвовал  | Не участвовал  | Не участвовал  | Не участвовал  | Не участвовал  | Не участвовал  | Не участвовал  | Не участвовал  | Не участвовал  | Не участвовал  |
| 2023/24                                                                                  | Даллас   | 17               | 0                | 6,6              | 37,0             | 20,0             | 64,7             | 0,8              | 1,0              | 0,1              | 0,1              | 3,2              | Не участвовал  | Не участвовал  | Не участвовал  | Не участвовал  | Не участвовал  | Не участвовал  | Не участвовал  | Не участвовал  | Не участвовал  | Не участвовал  | Не участвовал  |
|                                                                                          | Всего    | 41               | 16               | 18,4             | 37,2             | 28,1             | 69,3             | 2,1              | 2,7              | 0,6              | 0,3              | 8,9              | Не участвовал  | Не участвовал  | Не участвовал  | Не участвовал  | Не участвовал  | Не участвовал  | Не участвовал  | Не участвовал  | Не участвовал  | Не участвовал  | Не участвовал  |
| Наведите курсор мыши на аббревиатуры в заголовке таблицы, чтобы прочесть их расшифровку. |          |                  |                  |                  |                  |                  |                  |                  |                  |                  |                  |                  |                |                |                |                |                |                |                |                |                |                |                |

### Статистика в Джи-Лиге
| Сезон                                                                                    | Команда               | Регулярный сезон | Регулярный сезон | Регулярный сезон | Регулярный сезон | Регулярный сезон | Регулярный сезон | Регулярный сезон | Регулярный сезон | Регулярный сезон | Регулярный сезон | Регулярный сезон | Серия плей-офф | Серия плей-офф | Серия плей-офф | Серия плей-офф | Серия плей-офф | Серия плей-офф | Серия плей-офф | Серия плей-офф | Серия плей-офф | Серия плей-офф | Серия плей-офф |
| Сезон                                                                                    | Команда               | GP               | GS               | MPG              | FG%              | 3P%              | FT%              | RPG              | APG              | SPG              | BPG              | PPG              | GP             | GS             | MPG            | FG%            | 3P%            | FT%            | RPG            | APG            | SPG            | BPG            | PPG            |
| ---------------------------------------------------------------------------------------- | --------------------- | ---------------- | ---------------- | ---------------- | ---------------- | ---------------- | ---------------- | ---------------- | ---------------- | ---------------- | ---------------- | ---------------- | -------------- | -------------- | -------------- | -------------- | -------------- | -------------- | -------------- | -------------- | -------------- | -------------- | -------------- |
| 2021/22                                                                                  | Уэстчестер Никс       | 23               | 17               | 32,2             | 42,2             | 32,8             | 84,5             | 4,0              | 5,7              | 1,3              | 0,7              | 20,5             | Не участвовал  | Не участвовал  | Не участвовал  | Не участвовал  | Не участвовал  | Не участвовал  | Не участвовал  | Не участвовал  | Не участвовал  | Не участвовал  | Не участвовал  |
| 2022/23                                                                                  | Колледж-Парк Скайхокс | 44               | 42               | 32,5             | 45,6             | 35,6             | 76,2             | 4,1              | 6,0              | 1,2              | 0,4              | 19,9             | Не участвовал  | Не участвовал  | Не участвовал  | Не участвовал  | Не участвовал  | Не участвовал  | Не участвовал  | Не участвовал  | Не участвовал  | Не участвовал  | Не участвовал  |
| 2023/24                                                                                  | Осеола Мэджик         | 13               | 13               | 34,3             | 47,9             | 37,6             | 83,3             | 4,5              | 5,4              | 1,7              | 0,3              | 24,1             | Не участвовал  | Не участвовал  | Не участвовал  | Не участвовал  | Не участвовал  | Не участвовал  | Не участвовал  | Не участвовал  | Не участвовал  | Не участвовал  | Не участвовал  |
| 2023/24                                                                                  | Техас Лэджендс        | 6                | 5                | 36,1             | 47,7             | 28,6             | 87,5             | 5,8              | 7,3              | 1,3              | 0,8              | 28,2             | Не участвовал  | Не участвовал  | Не участвовал  | Не участвовал  | Не участвовал  | Не участвовал  | Не участвовал  | Не участвовал  | Не участвовал  | Не участвовал  | Не участвовал  |
|                                                                                          | Всего                 | 86               | 77               | 33,0             | 45,2             | 34,7             | 80,3             | 4,3              | 5,9              | 1,3              | 0,5              | 21,3             | Не участвовал  | Не участвовал  | Не участвовал  | Не участвовал  | Не участвовал  | Не участвовал  | Не участвовал  | Не участвовал  | Не участвовал  | Не участвовал  | Не участвовал  |
| Наведите курсор мыши на аббревиатуры в заголовке таблицы, чтобы прочесть их расшифровку. |                       |                  |                  |                  |                  |                  |                  |                  |                  |                  |                  |                  |                |                |                |                |                |                |                |                |                |                |                |

### Статистика в NCAA
| Сезон | Команда | Conf   | Class | GP | GS | MPG  | FG%  | 3P%  | FT%  | RPG | APG | SPG | BPG | PPG  |
| --- | ------- | ------ | ----- | -- | -- | ---- | ---- | ---- | ---- | --- | --- | --- | --- | ---- |
| 2018/19 | Аризона | Pac-12 | FR    | 26 | 21 | 28,2 | 37,7 | 31,6 | 81,9 | 2,8 | 3,4 | 0,8 | 0,2 | 11,4 |
| Всего | Всего   | Всего  | Всего | 26 | 21 | 28,2 | 37,7 | 31,6 | 81,9 | 2,8 | 3,4 | 0,8 | 0,2 | 11,4 |
| Наведите курсор мыши на аббревиатуры в заголовке таблицы, чтобы прочесть их расшифровку Статистика приведена с сайта sports-reference.com |         |        |       |    |    |      |      |      |      |     |     |     |     |      |